# Ibanda-Kyerwa-Nationalpark
Der Ibanda-Kyerwa-Nationalpark ist ein Nationalpark im Nordwesten von Tansania, an der Grenze zu Ruanda und Uganda.

## Geographie
Der Nationalpark ist rund 300 Quadratkilometer groß. Er liegt in der Region Kagera am rechten Ufer des Flusses Kagera, der im Westen die Grenze zu Ruanda und im Norden zu Uganda bildet. An der Grenze zu Ruanda schließt direkt der Akagera-Nationalpark an. Das Land liegt 1200 bis 1400 Meter über dem Meer. Es gibt zwei Regenzeiten. Kurze Regenschauer fallen im Oktober und im November, die große Regenzeit dauert von März bis Mai.

## Geschichte
Die beiden Wildreservate Ibanda (1974 eingerichtet) und Kyerwa (Rumanyika-Orugundu) wurden im Jahr 2019 vereint und zum Nationalpark erklärt.

## Biodiversität
Der Nationalpark umfasst sanft hügelige Savannen mit Akazien sowie Seen und Sumpfgebiete an temporären Flüssen. Der Park beherbergt afrikanische Büffel, Flusspferde, Elefanten, Leoparden, Antilopen, Hyänen, Paviane und verschiedene Vogelarten.

## Tourismus
Neben den Fahrten mit Geländewagen werden auch Wandersafaris angeboten.

### Anreise
Den Nationalpark kann man mit Charterflügen über Chato oder Kigoma erreichen. Der nächste Flughafen mit Linienflügen ist Bukoba. Von Bukoba gibt es Busverbindungen zum Nationalpark. Die Entfernung von Bukoba nach Murongo beträgt 220 Kilometer.

### Besuchszeit
Die beste Besuchszeit ist die Trockenzeit von Juni bis September.